# 41800 Робвільямс
41800 Робвільямс (41800 Robwilliams) — астероїд головного поясу, відкритий 25 листопада 2000 року.
Тіссеранів параметр щодо Юпітера — 3,245.